# Liège-Bastogne-Liège Feminina de 2020
A 4.ª edição do Liège-Bastogne-Liège Feminina (oficialmente: Liège-Bastogne-Liège Femmes) celebrou-se a 4 de outubro de 2020 sobre um percurso de 135 km com início na cidade de Bastogne e final na cidade de Liège na Bélgica.
A corrida fez parte do UCI WorldTour Feminino de 2020 como concorrência de categoria 1.wwT do calendário ciclístico de máximo nível mundial sendo a sétima corrida de dito circuito e foi vencida pela ciclista britânica Elizabeth Deignan da equipa Trek-Segafredo. O pódio completaram-no a ciclista australiana Grace Brown da equipa Mitchelton Scott e a neerlandesa Ellen van Dijk da mesma equipa que a vencedora.

## Percorrido
O percurso incluiu 5 cotas, as quais se indicam a seguir:
| Não. | Nome                         | km    | Comprimento (m) | Pendente média | km à chegada |
| ---- | ---------------------------- | ----- | --------------- | -------------- | ------------ |
| 1    | Côte de Wanne                | 56,5  | 2 800           | 7,4 %          | 80           |
| 2    | Côte de la Haute-Levée       | 66    | 3 600           | 5,6 %          | 90,5         |
| 3    | Côte de la Vecquée           | 90    | 3 100           | 6,4 %          | 48,5         |
| 4    | Côte de La Redoute           | 105,5 | 2 000           | 8,9 %          | 31,0         |
| 5    | Côte de la Roche aux faucons | 121,5 | 1 300           | 11 %           | 15,0         |

## Equipas
Tomaram parte na corrida um total de 24 equipas convidadas pela organização, 8 deles de categoria UCI World Team eles e 16 de categoria UCI Women's continental teams, quem conformaram um pelotão de 137 ciclistas das quais terminaram 56. As equipas participantes foram:
| translation for headoftableIII_translate index 58 not found (8)- Alé BTC Ljubljana - Canyon-SRAM Racing - FDJ-Nouvelle Aquitaine-Futuroscope - Mitchelton-Scott - Movistar Team - Sunweb Women - Trek-Segafredo - CCC-Liv UCI Women's continental teams (16)- Aromitalia Vaiano - Astana Women's - Boels Dolmans - Ceratizit-WNT Pro Cycling - Charente-Maritime Women Cycling - Chevalmeire - Ciclotel - Cogeas Mettler Look - Doltcini-Van Eyck Sport - Paule Ka - Hitec Products - Lotto Soudal Ladies - Parkhotel Valkenburg-Destil - Arkéa Pro Cycling Team - Tibco-Silicon Valley Bank - Valcar-Travel & Service |
| |

## Classificações finais
As classificações finalizaram da seguinte forma:

### Classificação geral
| \| Classificação geral \| Classificação geral \| Classificação geral \| Classificação geral \| Classificação geral \| \| Ciclista \| Ciclista \| Equipe \| Tempo \| \| \| ------------------- \| ------------------- \| ------------------- \| ------------------- \| ------------------- \| \| 1. \| Lizzie Deignan \| Trek-Segafredo \| 3h29m48s \| \| \| 2. \| Grace Brown \| Mitchelton-Scott \| + 9s \| \| \| 3. \| Ellen van Dijk \| Trek-Segafredo \| + 2m19s \| \| \| 4. \| Marianne Vos \| CCC-Liv \| + 2m19s \| \| \| 5. \| Amy Pieters \| Boels Dolmans \| + 2m19s \| \| \| 6. \| Hannah Barnes \| Canyon-SRAM Racing \| + 2m21s \| \| \| 7. \| Marlen Reusser \| Paule Ka \| + 2m21s \| \| \| 8. \| Juliette Labous \| Sunweb \| + 2m21s \| \| \| 9. \| Katrine Aalerud \| Movistar Team \| + 2m26s \| \| \| 10. \| Liane Lippert \| Sunweb \| + 3m27s \| \| |                 |                    |          |
| |                 |                    |          |
| Fonte: ProCyclingStats |                 |                    |          |
| Classificação geral |                 |                    |          |
| Ciclista | Ciclista        | Equipe             | Tempo    |
| 1. | Lizzie Deignan  | Trek-Segafredo     | 3h29m48s |
| 2. | Grace Brown     | Mitchelton-Scott   | + 9s     |
| 3. | Ellen van Dijk  | Trek-Segafredo     | + 2m19s  |
| 4. | Marianne Vos    | CCC-Liv            | + 2m19s  |
| 5. | Amy Pieters     | Boels Dolmans      | + 2m19s  |
| 6. | Hannah Barnes   | Canyon-SRAM Racing | + 2m21s  |
| 7. | Marlen Reusser  | Paule Ka           | + 2m21s  |
| 8. | Juliette Labous | Sunweb             | + 2m21s  |
| 9. | Katrine Aalerud | Movistar Team      | + 2m26s  |
| 10. | Liane Lippert   | Sunweb             | + 3m27s  |

## Lista dos participantes
| Legenda | Legenda                                                                          | Legenda | Legenda                                              |
| ------- | -------------------------------------------------------------------------------- | ------- | ---------------------------------------------------- |
| Num     | Jersey de saída levada pelo corredor                                             | Pos     | Posição à chegada da corrida                         |
|         | Indica uma camisola de campeão nacional ou mundial, conforme a sua especialidade | NP      | Indica um corredor que não tomou a saída da corrida  |
| AB      | Indica um corredor que não terminou a corrida                                    | HD      | Indica um corredor terminou a etapa fora de controle |

| Mitchelton-Scott MTS | Mitchelton-Scott MTS                 | Mitchelton-Scott MTS |
| -------------------- | ------------------------------------ | -------------------- |
| Num                  | Ciclista                             | Pos                  |
| 1                    | Annemiek van Vleuten (NED) (estrada) | 28.                  |
| 2                    | Jessica Allen (AUS)                  | DNF                  |
| 3                    | Grace Brown (AUS)                    | 2.                   |
| 4                    | Janneke Ensing (NED)                 | DNF                  |
| 5                    | Lucy Kennedy (AUS)                   | 36.                  |
| 6                    | Georgia Williams (NZL)               | DNF                  |

| Boels Dolmans DLT | Boels Dolmans DLT                    | Boels Dolmans DLT |
| ----------------- | ------------------------------------ | ----------------- |
| Num               | Ciclista                             | Pos               |
| 11                | Anna van der Breggen (NED) (estrada) | 26.               |
| 12                | Eva Buurman (NED)                    | DNF               |
| 13                | Karol-Ann Canuel (CAN) (estrada)     | DNF               |
| 14                | Christine Majerus (LUX) (estrada)    | 37.               |
| 16                | Chantal van den Broek-Blaak (NED)    | 24.               |
| 17                | Amy Pieters (NED)                    | 5.                |

| Sunweb SUN | Sunweb SUN             | Sunweb SUN |
| ---------- | ---------------------- | ---------- |
| Num        | Ciclista               | Pos        |
| 21         | Floortje Mackaij (NED) | 12.        |
| 23         | Leah Kirchmann (CAN)   | 41.        |
| 24         | Juliette Labous (FRA)  | 8.         |
| 25         | Liane Lippert (GER)    | 10.        |
| 26         | Wilma Olausson (SWE)   | DNF        |
| 28         | Alison Jackson (CAN)   | 39.        |

| Parkhotel Valkenburg PHV | Parkhotel Valkenburg PHV | Parkhotel Valkenburg PHV |
| ------------------------ | ------------------------ | ------------------------ |
| Num                      | Ciclista                 | Pos                      |
| 31                       | Demi Vollering (NED)     | 11.                      |
| 32                       | Nina Buysman (NED)       | DNF                      |
| 33                       | Romy Kasper (GER)        | DNF                      |
| 34                       | Anouska Koster (NED)     | DNF                      |
| 35                       | Hanna Nilsson (SWE)      | DNF                      |
| 36                       | Nancy van der Burg (NED) | 46.                      |

| Canyon-SRAM Racing CSR | Canyon-SRAM Racing CSR       | Canyon-SRAM Racing CSR |
| ---------------------- | ---------------------------- | ---------------------- |
| Num                    | Ciclista                     | Pos                    |
| 41                     | Katarzyna Niewiadoma (POL)   | 19.                    |
| 42                     | Hannah Barnes (GBR)          | 6.                     |
| 43                     | Elena Cecchini (ITA)         | DNF                    |
| 44                     | Hannah Ludwig (GER)          | 48.                    |
| 45                     | Alexis Ryan (USA)            | DNF                    |
| 46                     | Omer Shapira (ISR) (estrada) | DNF                    |

| Trek-Segafredo TFS | Trek-Segafredo TFS          | Trek-Segafredo TFS |
| ------------------ | --------------------------- | ------------------ |
| Num                | Ciclista                    | Pos                |
| 51                 | Lizzie Deignan (GBR)        | 1.                 |
| 52                 | Elisa Longo Borghini (ITA)  | 25.                |
| 53                 | Anna Plichta (POL)          | DNF                |
| 54                 | Ellen van Dijk (NED)        | 3.                 |
| 55                 | Tayler Wiles (USA)          | DNF                |
| 56                 | Ruth Winder (USA) (estrada) | 14.                |

| FDJ-Nouvelle Aquitaine-Futuroscope FDJ | FDJ-Nouvelle Aquitaine-Futuroscope FDJ | FDJ-Nouvelle Aquitaine-Futuroscope FDJ |
| -------------------------------------- | -------------------------------------- | -------------------------------------- |
| Num                                    | Ciclista                               | Pos                                    |
| 61                                     | Cecilie Uttrup Ludwig (DEN)            | 17.                                    |
| 62                                     | Brodie Chapman (AUS)                   | 56.                                    |
| 63                                     | Victorie Guilman (FRA)                 | DNF                                    |
| 64                                     | Lauren Kitchen (AUS)                   | DNF                                    |
| 65                                     | Évita Muzic (FRA)                      | 42.                                    |
| 66                                     | Jade Wiel (FRA)                        | DNF                                    |

| CCC-Liv CCC | CCC-Liv CCC                            | CCC-Liv CCC |
| ----------- | -------------------------------------- | ----------- |
| Num         | Ciclista                               | Pos         |
| 71          | Marianne Vos (NED)                     | 4.          |
| 72          | Sofia Bertizzolo (ITA)                 | DNF         |
| 73          | Jeanne Korevaar (NED)                  | DNF         |
| 74          | Ashleigh Moolman Pasio (RSA) (estrada) | 16.         |
| 75          | Soraya Paladin (ITA)                   | 15.         |
| 78          | Pauliena Rooijakkers (NED)             | DNF         |

| Alé BTC Ljubljana ALE | Alé BTC Ljubljana ALE             | Alé BTC Ljubljana ALE |
| --------------------- | --------------------------------- | --------------------- |
| Num                   | Ciclista                          | Pos                   |
| 81                    | Marta Bastianelli (ITA) (estrada) | DNF                   |
| 82                    | Eugenia Bujak (SLO)               | 30.                   |
| 83                    | Anastasia Chursina (RUS)          | 43.                   |
| 84                    | Mavi García (ESP) (estrada)       | 23.                   |
| 85                    | Tatiana Guderzo (ITA)             | 22.                   |
| 86                    | Urša Pintar (SLO) (estrada)       | 35.                   |

| Movistar Team MOV | Movistar Team MOV              | Movistar Team MOV |
| ----------------- | ------------------------------ | ----------------- |
| Num               | Ciclista                       | Pos               |
| 91                | Katrine Aalerud (NOR)          | 9.                |
| 93                | Jelena Erić (SRB) (estrada)    | 32.               |
| 94                | Alicia González Blanco (ESP)   | DNF               |
| 95                | Paula Patiño (COL)             | 50.               |
| 96                | Gloria Rodríguez Sánchez (ESP) | 54.               |
| 99                | Lourdes Oyarbide (ESP)         | DNF               |

| Ceratizit-WNT Pro Cycling WNT | Ceratizit-WNT Pro Cycling WNT | Ceratizit-WNT Pro Cycling WNT |
| ----------------------------- | ----------------------------- | ----------------------------- |
| Num                           | Ciclista                      | Pos                           |
| 101                           | Erica Magnaldi (ITA)          | DNF                           |
| 102                           | Laura Asencio (FRA)           | DNF                           |
| 103                           | Kathrin Hammes (GER)          | 49.                           |
| 104                           | Julie Norman Leth (DEN)       | DNF                           |
| 105                           | Sarah Rijkes (AUT)            | DNF                           |
| 106                           | Lara Vieceli (ITA)            | 51.                           |

| Valcar-Travel & Service VAL | Valcar-Travel & Service VAL | Valcar-Travel & Service VAL |
| --------------------------- | --------------------------- | --------------------------- |
| Num                         | Ciclista                    | Pos                         |
| 111                         | Marta Cavalli (ITA)         | 18.                         |
| 112                         | Elisa Balsamo (ITA)         | 38.                         |
| 113                         | Vittoria Guazzini (ITA)     | DNF                         |
| 115                         | Federica Piergiovanni (ITA) | DNF                         |
| 116                         | Silvia Pollicini (ITA)      | DNF                         |
| 118                         | Margaux Vigie (FRA)         | DNF                         |

| Paule Ka EPK | Paule Ka EPK                       | Paule Ka EPK |
| ------------ | ---------------------------------- | ------------ |
| Num          | Ciclista                           | Pos          |
| 121          | Mikayla Harvey (NZL)               | 21.          |
| 122          | Elise Chabbey (SUI)                | 13.          |
| 123          | Niamh Fisher-Black (NZL) (estrada) | 27.          |
| 124          | Nikola Nosková (CZE)               | DNF          |
| 125          | Marlen Reusser (SUI) (estrada)     | 7.           |

| Lotto Soudal Ladies LSL | Lotto Soudal Ladies LSL  | Lotto Soudal Ladies LSL |
| ----------------------- | ------------------------ | ----------------------- |
| Num                     | Ciclista                 | Pos                     |
| 131                     | Julie Van de Velde (BEL) | DNF                     |
| 132                     | Teuntje Beekhuis (NED)   | 40.                     |
| 133                     | Danique Braam (NED)      | DNF                     |
| 134                     | Dani Christmas (GBR)     | DNF                     |
| 135                     | Arianna Fidanza (ITA)    | DNF                     |
| 136                     | Lone Meertens (BEL)      | DNF                     |

| Cogeas-Mettler-Look Pro Cycling Team CGS | Cogeas-Mettler-Look Pro Cycling Team CGS | Cogeas-Mettler-Look Pro Cycling Team CGS |
| ---------------------------------------- | ---------------------------------------- | ---------------------------------------- |
| Num                                      | Ciclista                                 | Pos                                      |
| 141                                      | Maria Novolodskaya (RUS)                 | 44.                                      |
| 142                                      | Annabel Fisher (GBR)                     | DNF                                      |
| 143                                      | Iuliia Galimullina (RUS)                 | DNF                                      |
| 144                                      | Aigul Gareyeva (RUS)                     | DNF                                      |
| 145                                      | Diana Klimova (RUS) (estrada)            | 45.                                      |
| 146                                      | Noemi Rüegg (SUI)                        | DNF                                      |

| Astana Women's ASA | Astana Women's ASA      | Astana Women's ASA |
| ------------------ | ----------------------- | ------------------ |
| Num                | Ciclista                | Pos                |
| 151                | Lisandra Guerra (CUB)   | 29.                |
| 153                | Liliana Moreno (COL)    | DNF                |
| 154                | Francesca Pattaro (ITA) | DNF                |
| 155                | Katia Ragusa (ITA)      | 33.                |
| 156                | Olga Shekel (UKR)       | DNF                |

| Tibco-Silicon Valley Bank TIB | Tibco-Silicon Valley Bank TIB   | Tibco-Silicon Valley Bank TIB |
| ----------------------------- | ------------------------------- | ----------------------------- |
| Num                           | Ciclista                        | Pos                           |
| 161                           | Lauren Stephens (USA)           | 31.                           |
| 162                           | Leah Dixon (GBR)                | DNF                           |
| 163                           | Kristen Faulkner (USA)          | 20.                           |
| 164                           | Nina Kessler (NED)              | 55.                           |
| 165                           | Sharlotte Lucas (NZL) (estrada) | DNF                           |
| 166                           | Emily Newsom (USA)              | DNF                           |

| Doltcini-Van Eyck-Proximus DVE | Doltcini-Van Eyck-Proximus DVE        | Doltcini-Van Eyck-Proximus DVE |
| ------------------------------ | ------------------------------------- | ------------------------------ |
| Num                            | Ciclista                              | Pos                            |
| 171                            | Nicole Hanselmann (SUI)               | DNF                            |
| 172                            | Mieke Docx (BEL)                      | DNF                            |
| 173                            | Kathrin Schweinberger (AUT) (estrada) | DNF                            |
| 174                            | Christina Schweinberger (AUT)         | DNF                            |
| 175                            | Fien Van Eynde (BEL)                  | DNF                            |
| 176                            | Marieke de Groot (NED)                | DNF                            |

| Aromitalia Vaiano VAI | Aromitalia Vaiano VAI     | Aromitalia Vaiano VAI |
| --------------------- | ------------------------- | --------------------- |
| Num                   | Ciclista                  | Pos                   |
| 181                   | Rasa Leleivytė (LTU)      | DNF                   |
| 182                   | Letizia Borghesi (ITA)    | DNF                   |
| 183                   | Anastasia Carbonari (ITA) | DNF                   |
| 184                   | Carmela Cipriani (ITA)    | DNF                   |
| 185                   | Sofia Collinelli (ITA)    | DNF                   |
| 186                   | Giulia Marchesini (ITA)   | DNF                   |

| Arkéa Pro Cycling Team ARK | Arkéa Pro Cycling Team ARK | Arkéa Pro Cycling Team ARK |
| -------------------------- | -------------------------- | -------------------------- |
| Num                        | Ciclista                   | Pos                        |
| 191                        | Sandra Levenez (FRA)       | 34.                        |
| 192                        | Pauline Allin (FRA)        | DNF                        |
| 194                        | Léa Curinier (FRA)         | DNF                        |
| 195                        | Amandine Fouquenet (FRA)   | DNF                        |
| 196                        | Gladys Verhulst (FRA)      | DNF                        |
| 197                        | Lucie Jounier (FRA)        | DNF                        |

| Ciclotel CTL | Ciclotel CTL              | Ciclotel CTL |
| ------------ | ------------------------- | ------------ |
| Num          | Ciclista                  | Pos          |
| 201          | Olha Kulynych (UKR)       | DNF          |
| 202          | Kim de Baat (BEL)         | DNF          |
| 203          | Valeriya Kononenko (UKR)  | DNF          |
| 204          | Sara Van de Vel (BEL)     | 53.          |
| 205          | Kirstie van Haaften (NED) | DNF          |

| Chevalmeire CCT | Chevalmeire CCT           | Chevalmeire CCT |
| --------------- | ------------------------- | --------------- |
| Num             | Ciclista                  | Pos             |
| 211             | Rossella Ratto (ITA)      | 47.             |
| 212             | Demmy Druyts (BEL)        | DNF             |
| 214             | Puck Moonen (NED)         | DNF             |
| 216             | Kelly Van den Steen (BEL) | DNF             |

| Charente-Maritime CMW | Charente-Maritime CMW | Charente-Maritime CMW |
| --------------------- | --------------------- | --------------------- |
| Num                   | Ciclista              | Pos                   |
| 221                   | Coralie Demay (FRA)   | DNF                   |
| 222                   | Noémie Abgrall (FRA)  | DNF                   |
| 223                   | Alice Coutinho (FRA)  | DNF                   |
| 224                   | India Grangier (FRA)  | DNF                   |
| 225                   | Manon Souyris (FRA)   | DNF                   |

| Hitec Products-Birk Sport HPU | Hitec Products-Birk Sport HPU | Hitec Products-Birk Sport HPU |
| ----------------------------- | ----------------------------- | ----------------------------- |
| Num                           | Ciclista                      | Pos                           |
| 231                           | Vita Heine (NOR)              | 52.                           |
| 232                           | Martine Gjøs (NOR)            | DNF                           |
| 233                           | Mieke Kröger (GER)            | DNF                           |
| 234                           | Ingrid Lorvik (NOR)           | DNF                           |
| 236                           | Lucy van der Haar (GBR)       | DNF                           |

| Mitchelton-Scott MTS | Mitchelton-Scott MTS                 | Mitchelton-Scott MTS |
| -------------------- | ------------------------------------ | -------------------- |
| Num                  | Ciclista                             | Pos                  |
| 1                    | Annemiek van Vleuten (NED) (estrada) | 28.                  |
| 2                    | Jessica Allen (AUS)                  | DNF                  |
| 3                    | Grace Brown (AUS)                    | 2.                   |
| 4                    | Janneke Ensing (NED)                 | DNF                  |
| 5                    | Lucy Kennedy (AUS)                   | 36.                  |
| 6                    | Georgia Williams (NZL)               | DNF                  |

| Boels Dolmans DLT | Boels Dolmans DLT                    | Boels Dolmans DLT |
| ----------------- | ------------------------------------ | ----------------- |
| Num               | Ciclista                             | Pos               |
| 11                | Anna van der Breggen (NED) (estrada) | 26.               |
| 12                | Eva Buurman (NED)                    | DNF               |
| 13                | Karol-Ann Canuel (CAN) (estrada)     | DNF               |
| 14                | Christine Majerus (LUX) (estrada)    | 37.               |
| 16                | Chantal van den Broek-Blaak (NED)    | 24.               |
| 17                | Amy Pieters (NED)                    | 5.                |

| Sunweb SUN | Sunweb SUN             | Sunweb SUN |
| ---------- | ---------------------- | ---------- |
| Num        | Ciclista               | Pos        |
| 21         | Floortje Mackaij (NED) | 12.        |
| 23         | Leah Kirchmann (CAN)   | 41.        |
| 24         | Juliette Labous (FRA)  | 8.         |
| 25         | Liane Lippert (GER)    | 10.        |
| 26         | Wilma Olausson (SWE)   | DNF        |
| 28         | Alison Jackson (CAN)   | 39.        |

| Parkhotel Valkenburg PHV | Parkhotel Valkenburg PHV | Parkhotel Valkenburg PHV |
| ------------------------ | ------------------------ | ------------------------ |
| Num                      | Ciclista                 | Pos                      |
| 31                       | Demi Vollering (NED)     | 11.                      |
| 32                       | Nina Buysman (NED)       | DNF                      |
| 33                       | Romy Kasper (GER)        | DNF                      |
| 34                       | Anouska Koster (NED)     | DNF                      |
| 35                       | Hanna Nilsson (SWE)      | DNF                      |
| 36                       | Nancy van der Burg (NED) | 46.                      |

| Canyon-SRAM Racing CSR | Canyon-SRAM Racing CSR       | Canyon-SRAM Racing CSR |
| ---------------------- | ---------------------------- | ---------------------- |
| Num                    | Ciclista                     | Pos                    |
| 41                     | Katarzyna Niewiadoma (POL)   | 19.                    |
| 42                     | Hannah Barnes (GBR)          | 6.                     |
| 43                     | Elena Cecchini (ITA)         | DNF                    |
| 44                     | Hannah Ludwig (GER)          | 48.                    |
| 45                     | Alexis Ryan (USA)            | DNF                    |
| 46                     | Omer Shapira (ISR) (estrada) | DNF                    |

| Trek-Segafredo TFS | Trek-Segafredo TFS          | Trek-Segafredo TFS |
| ------------------ | --------------------------- | ------------------ |
| Num                | Ciclista                    | Pos                |
| 51                 | Lizzie Deignan (GBR)        | 1.                 |
| 52                 | Elisa Longo Borghini (ITA)  | 25.                |
| 53                 | Anna Plichta (POL)          | DNF                |
| 54                 | Ellen van Dijk (NED)        | 3.                 |
| 55                 | Tayler Wiles (USA)          | DNF                |
| 56                 | Ruth Winder (USA) (estrada) | 14.                |

| FDJ-Nouvelle Aquitaine-Futuroscope FDJ | FDJ-Nouvelle Aquitaine-Futuroscope FDJ | FDJ-Nouvelle Aquitaine-Futuroscope FDJ |
| -------------------------------------- | -------------------------------------- | -------------------------------------- |
| Num                                    | Ciclista                               | Pos                                    |
| 61                                     | Cecilie Uttrup Ludwig (DEN)            | 17.                                    |
| 62                                     | Brodie Chapman (AUS)                   | 56.                                    |
| 63                                     | Victorie Guilman (FRA)                 | DNF                                    |
| 64                                     | Lauren Kitchen (AUS)                   | DNF                                    |
| 65                                     | Évita Muzic (FRA)                      | 42.                                    |
| 66                                     | Jade Wiel (FRA)                        | DNF                                    |

| CCC-Liv CCC | CCC-Liv CCC                            | CCC-Liv CCC |
| ----------- | -------------------------------------- | ----------- |
| Num         | Ciclista                               | Pos         |
| 71          | Marianne Vos (NED)                     | 4.          |
| 72          | Sofia Bertizzolo (ITA)                 | DNF         |
| 73          | Jeanne Korevaar (NED)                  | DNF         |
| 74          | Ashleigh Moolman Pasio (RSA) (estrada) | 16.         |
| 75          | Soraya Paladin (ITA)                   | 15.         |
| 78          | Pauliena Rooijakkers (NED)             | DNF         |

| Alé BTC Ljubljana ALE | Alé BTC Ljubljana ALE             | Alé BTC Ljubljana ALE |
| --------------------- | --------------------------------- | --------------------- |
| Num                   | Ciclista                          | Pos                   |
| 81                    | Marta Bastianelli (ITA) (estrada) | DNF                   |
| 82                    | Eugenia Bujak (SLO)               | 30.                   |
| 83                    | Anastasia Chursina (RUS)          | 43.                   |
| 84                    | Mavi García (ESP) (estrada)       | 23.                   |
| 85                    | Tatiana Guderzo (ITA)             | 22.                   |
| 86                    | Urša Pintar (SLO) (estrada)       | 35.                   |

| Movistar Team MOV | Movistar Team MOV              | Movistar Team MOV |
| ----------------- | ------------------------------ | ----------------- |
| Num               | Ciclista                       | Pos               |
| 91                | Katrine Aalerud (NOR)          | 9.                |
| 93                | Jelena Erić (SRB) (estrada)    | 32.               |
| 94                | Alicia González Blanco (ESP)   | DNF               |
| 95                | Paula Patiño (COL)             | 50.               |
| 96                | Gloria Rodríguez Sánchez (ESP) | 54.               |
| 99                | Lourdes Oyarbide (ESP)         | DNF               |

| Ceratizit-WNT Pro Cycling WNT | Ceratizit-WNT Pro Cycling WNT | Ceratizit-WNT Pro Cycling WNT |
| ----------------------------- | ----------------------------- | ----------------------------- |
| Num                           | Ciclista                      | Pos                           |
| 101                           | Erica Magnaldi (ITA)          | DNF                           |
| 102                           | Laura Asencio (FRA)           | DNF                           |
| 103                           | Kathrin Hammes (GER)          | 49.                           |
| 104                           | Julie Norman Leth (DEN)       | DNF                           |
| 105                           | Sarah Rijkes (AUT)            | DNF                           |
| 106                           | Lara Vieceli (ITA)            | 51.                           |

| Valcar-Travel & Service VAL | Valcar-Travel & Service VAL | Valcar-Travel & Service VAL |
| --------------------------- | --------------------------- | --------------------------- |
| Num                         | Ciclista                    | Pos                         |
| 111                         | Marta Cavalli (ITA)         | 18.                         |
| 112                         | Elisa Balsamo (ITA)         | 38.                         |
| 113                         | Vittoria Guazzini (ITA)     | DNF                         |
| 115                         | Federica Piergiovanni (ITA) | DNF                         |
| 116                         | Silvia Pollicini (ITA)      | DNF                         |
| 118                         | Margaux Vigie (FRA)         | DNF                         |

| Paule Ka EPK | Paule Ka EPK                       | Paule Ka EPK |
| ------------ | ---------------------------------- | ------------ |
| Num          | Ciclista                           | Pos          |
| 121          | Mikayla Harvey (NZL)               | 21.          |
| 122          | Elise Chabbey (SUI)                | 13.          |
| 123          | Niamh Fisher-Black (NZL) (estrada) | 27.          |
| 124          | Nikola Nosková (CZE)               | DNF          |
| 125          | Marlen Reusser (SUI) (estrada)     | 7.           |

| Lotto Soudal Ladies LSL | Lotto Soudal Ladies LSL  | Lotto Soudal Ladies LSL |
| ----------------------- | ------------------------ | ----------------------- |
| Num                     | Ciclista                 | Pos                     |
| 131                     | Julie Van de Velde (BEL) | DNF                     |
| 132                     | Teuntje Beekhuis (NED)   | 40.                     |
| 133                     | Danique Braam (NED)      | DNF                     |
| 134                     | Dani Christmas (GBR)     | DNF                     |
| 135                     | Arianna Fidanza (ITA)    | DNF                     |
| 136                     | Lone Meertens (BEL)      | DNF                     |

| Cogeas-Mettler-Look Pro Cycling Team CGS | Cogeas-Mettler-Look Pro Cycling Team CGS | Cogeas-Mettler-Look Pro Cycling Team CGS |
| ---------------------------------------- | ---------------------------------------- | ---------------------------------------- |
| Num                                      | Ciclista                                 | Pos                                      |
| 141                                      | Maria Novolodskaya (RUS)                 | 44.                                      |
| 142                                      | Annabel Fisher (GBR)                     | DNF                                      |
| 143                                      | Iuliia Galimullina (RUS)                 | DNF                                      |
| 144                                      | Aigul Gareyeva (RUS)                     | DNF                                      |
| 145                                      | Diana Klimova (RUS) (estrada)            | 45.                                      |
| 146                                      | Noemi Rüegg (SUI)                        | DNF                                      |

| Astana Women's ASA | Astana Women's ASA      | Astana Women's ASA |
| ------------------ | ----------------------- | ------------------ |
| Num                | Ciclista                | Pos                |
| 151                | Lisandra Guerra (CUB)   | 29.                |
| 153                | Liliana Moreno (COL)    | DNF                |
| 154                | Francesca Pattaro (ITA) | DNF                |
| 155                | Katia Ragusa (ITA)      | 33.                |
| 156                | Olga Shekel (UKR)       | DNF                |

| Tibco-Silicon Valley Bank TIB | Tibco-Silicon Valley Bank TIB   | Tibco-Silicon Valley Bank TIB |
| ----------------------------- | ------------------------------- | ----------------------------- |
| Num                           | Ciclista                        | Pos                           |
| 161                           | Lauren Stephens (USA)           | 31.                           |
| 162                           | Leah Dixon (GBR)                | DNF                           |
| 163                           | Kristen Faulkner (USA)          | 20.                           |
| 164                           | Nina Kessler (NED)              | 55.                           |
| 165                           | Sharlotte Lucas (NZL) (estrada) | DNF                           |
| 166                           | Emily Newsom (USA)              | DNF                           |

| Doltcini-Van Eyck-Proximus DVE | Doltcini-Van Eyck-Proximus DVE        | Doltcini-Van Eyck-Proximus DVE |
| ------------------------------ | ------------------------------------- | ------------------------------ |
| Num                            | Ciclista                              | Pos                            |
| 171                            | Nicole Hanselmann (SUI)               | DNF                            |
| 172                            | Mieke Docx (BEL)                      | DNF                            |
| 173                            | Kathrin Schweinberger (AUT) (estrada) | DNF                            |
| 174                            | Christina Schweinberger (AUT)         | DNF                            |
| 175                            | Fien Van Eynde (BEL)                  | DNF                            |
| 176                            | Marieke de Groot (NED)                | DNF                            |

| Aromitalia Vaiano VAI | Aromitalia Vaiano VAI     | Aromitalia Vaiano VAI |
| --------------------- | ------------------------- | --------------------- |
| Num                   | Ciclista                  | Pos                   |
| 181                   | Rasa Leleivytė (LTU)      | DNF                   |
| 182                   | Letizia Borghesi (ITA)    | DNF                   |
| 183                   | Anastasia Carbonari (ITA) | DNF                   |
| 184                   | Carmela Cipriani (ITA)    | DNF                   |
| 185                   | Sofia Collinelli (ITA)    | DNF                   |
| 186                   | Giulia Marchesini (ITA)   | DNF                   |

| Arkéa Pro Cycling Team ARK | Arkéa Pro Cycling Team ARK | Arkéa Pro Cycling Team ARK |
| -------------------------- | -------------------------- | -------------------------- |
| Num                        | Ciclista                   | Pos                        |
| 191                        | Sandra Levenez (FRA)       | 34.                        |
| 192                        | Pauline Allin (FRA)        | DNF                        |
| 194                        | Léa Curinier (FRA)         | DNF                        |
| 195                        | Amandine Fouquenet (FRA)   | DNF                        |
| 196                        | Gladys Verhulst (FRA)      | DNF                        |
| 197                        | Lucie Jounier (FRA)        | DNF                        |

| Ciclotel CTL | Ciclotel CTL              | Ciclotel CTL |
| ------------ | ------------------------- | ------------ |
| Num          | Ciclista                  | Pos          |
| 201          | Olha Kulynych (UKR)       | DNF          |
| 202          | Kim de Baat (BEL)         | DNF          |
| 203          | Valeriya Kononenko (UKR)  | DNF          |
| 204          | Sara Van de Vel (BEL)     | 53.          |
| 205          | Kirstie van Haaften (NED) | DNF          |

| Chevalmeire CCT | Chevalmeire CCT           | Chevalmeire CCT |
| --------------- | ------------------------- | --------------- |
| Num             | Ciclista                  | Pos             |
| 211             | Rossella Ratto (ITA)      | 47.             |
| 212             | Demmy Druyts (BEL)        | DNF             |
| 214             | Puck Moonen (NED)         | DNF             |
| 216             | Kelly Van den Steen (BEL) | DNF             |

| Charente-Maritime CMW | Charente-Maritime CMW | Charente-Maritime CMW |
| --------------------- | --------------------- | --------------------- |
| Num                   | Ciclista              | Pos                   |
| 221                   | Coralie Demay (FRA)   | DNF                   |
| 222                   | Noémie Abgrall (FRA)  | DNF                   |
| 223                   | Alice Coutinho (FRA)  | DNF                   |
| 224                   | India Grangier (FRA)  | DNF                   |
| 225                   | Manon Souyris (FRA)   | DNF                   |

| Hitec Products-Birk Sport HPU | Hitec Products-Birk Sport HPU | Hitec Products-Birk Sport HPU |
| ----------------------------- | ----------------------------- | ----------------------------- |
| Num                           | Ciclista                      | Pos                           |
| 231                           | Vita Heine (NOR)              | 52.                           |
| 232                           | Martine Gjøs (NOR)            | DNF                           |
| 233                           | Mieke Kröger (GER)            | DNF                           |
| 234                           | Ingrid Lorvik (NOR)           | DNF                           |
| 236                           | Lucy van der Haar (GBR)       | DNF                           |

## UCI WorldTour Feminino
A Liège-Bastogne-Liège Feminina outorgou pontos para o UCI World Ranking Feminino e o UCI WorldTour Feminino para corredoras das equipas nas categorias UCI Team Feminino. As seguintes tabelas mostram o barómetro de pontuação e as 10 corredoras que obtiveram mais pontos:
| Posição   | 1.ª | 2.ª | 3.ª | 4.ª | 5.ª | 6.ª | 7.ª | 8.ª | 9.ª | 10.ª | 11.ª | 12.ª | 13.ª | 14.ª | 15.ª | 16.ª-20.ª | 21.ª-30.ª | 31.ª-40.ª |
| Pontuação | 400 | 320 | 260 | 220 | 180 | 140 | 120 | 100 | 80  | 68   | 56   | 48   | 40   | 32   | 28   | 24        | 16        | 8         |

| Classificação |                   |                    |        |
| Posição       | Ciclista          | Equipo             | Pontos |
| ------------- | ----------------- | ------------------ | ------ |
| 1.ª           | Elizabeth Deignan | Trek-Segafredo     | 400    |
| 2.ª           | Grace Brown       | Mitchelton Scott   | 320    |
| 3.ª           | Ellen van Dijk    | Trek-Segafredo     | 260    |
| 4.ª           | Marianne Vos      | CCC-Liv            | 220    |
| 5.ª           | Amy Pieters       | Boels Dolmans      | 180    |
| 6.ª           | Hannah Barnes     | Canyon SRAM Racing | 140    |
| 7.ª           | Marlen Reusser    | Paule Ka           | 120    |
| 8.ª           | Juliette Labous   | Sunweb             | 100    |
| 9.ª           | Katrine Aalerud   | Movistar           | 80     |
| 10.ª          | Liane Lippert     | Sunweb             | 68     |